# Pentagramma mirificum

Przykładowe konfiguracje pentagramma mirificum

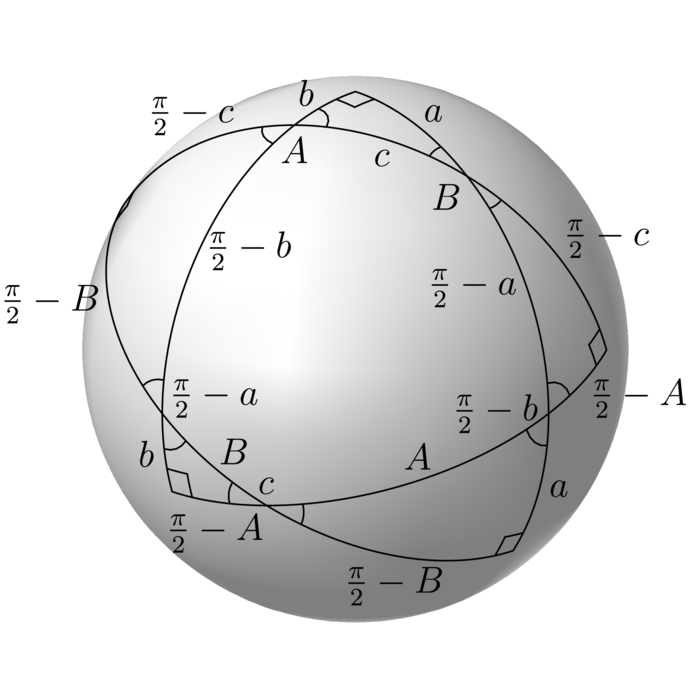
Zależności między kątami i bokami pięciu trójkątów prostokątnych przyległych do wewnętrznego pięciokąta: ich koła Nepera zawierają przesunięte cyklicznie części

Pentagramma mirificum (łac. cudowny pentagram) – w geometrii sferycznej wielokąt gwiaździsty złożony z pięciu łuków kół wielkich, którego wszystkie kąty wewnętrzne są proste. Figurę tę opisał John Napier w pracy Mirifici Logarithmorum Canonis Descriptio (Opis cudownej tabeli logarytmów) z roku 1614 wraz z regułą Nepera, która wiąże wartości funkcji trygonometrycznych pięciu części trójkąta sferycznego prostokątnego (dwóch kątów i trzech boków). Własności pentagramma mirificum badał między innymi Carl Friedrich Gauss.

## Własności geometryczne
Na sferze miarą kąta wyraża się zarówno kąty, jak i boki trójkątów sferycznych (łuki kół wielkich). Kąty {\displaystyle A,} {\displaystyle B,} {\displaystyle C,} {\displaystyle D} i {\displaystyle E} są proste. Miara łuków {\displaystyle PC,} {\displaystyle PE,} {\displaystyle QD,} {\displaystyle QA,} {\displaystyle RE,} {\displaystyle RB,} {\displaystyle SA,} {\displaystyle SC,} {\displaystyle TB} i {\displaystyle TD} wynosi {\displaystyle \pi /2.} W pięciokącie sferycznym {\displaystyle PQRST} każdy wierzchołek jest biegunem przeciwległego boku. Na przykład punkt {\displaystyle P} jest biegunem równika {\displaystyle RS,} punkt {\displaystyle Q} – biegunem równika {\displaystyle ST} i tak dalej. Miara kąta zewnętrznego przy każdym wierzchołku pięciokąta {\displaystyle PQRST} jest równa mierze przeciwległego boku. Na przykład {\displaystyle \angle APT=\angle BPQ={\overset {\frown }{RS}},} {\displaystyle \angle BQP=\angle CQR={\overset {\frown }{ST}}} i tak dalej. Koła Nepera trójkątów {\displaystyle APT,} {\displaystyle BQP,} {\displaystyle CRQ,} {\displaystyle DSR} i {\displaystyle ETS} są obrócone względem siebie.

## Wzory Gaussa
Gauss wprowadził oznaczenia
|  |  | {\displaystyle (\alpha ,\beta ,\gamma ,\delta ,\varepsilon )=(\operatorname {tg} ^{2}TP,\operatorname {tg} ^{2}PQ,\operatorname {tg} ^{2}QR,\operatorname {tg} ^{2}RS,\operatorname {tg} ^{2}ST).} |

Zachodzą następujące tożsamości, które pozwalają na wyznaczenie dowolnych trzech z powyższych wielkości na podstawie dwóch pozostałych:
{\displaystyle 1+\alpha =\gamma \delta ,}
{\displaystyle 1+\beta =\delta \epsilon ,}
{\displaystyle 1+\gamma =\epsilon \alpha ,}
{\displaystyle 1+\delta =\alpha \beta ,}
{\displaystyle 1+\epsilon =\beta \gamma .}
Gauss udowodnił następującą „piękną równość” (schöne Gleichung):
|  |  | {\displaystyle 3+\alpha +\beta +\gamma +\delta +\varepsilon =\alpha \beta \gamma \delta \varepsilon ={\sqrt {(1+\alpha )(1+\beta )(1+\gamma )(1+\delta )(1+\varepsilon )}}.} |

Spełniają ją na przykład liczby {\displaystyle (\alpha ,\beta ,\gamma ,\delta ,\varepsilon )=(9,2/3,2,5,1/3),} których iloczyn {\displaystyle \alpha \beta \gamma \delta \varepsilon } wynosi {\displaystyle 20.}
Dowód pierwszej części równości:
{\displaystyle \alpha \beta \gamma \delta \varepsilon }
{\displaystyle {}=\alpha \beta \gamma \left({\frac {1+\alpha }{\gamma }}\right)\left({\frac {1+\gamma }{\alpha }}\right)}
{\displaystyle {}=\beta +\alpha \beta +\beta \gamma +\alpha \beta \gamma }
{\displaystyle {}=\beta +1+\delta +1+\varepsilon +\alpha (1+\varepsilon )}
{\displaystyle {}=2+\alpha +\beta +\delta +\varepsilon +1+\gamma }
{\displaystyle {}=3+\alpha +\beta +\gamma +\delta +\varepsilon \quad {}} c.b.d.u.
Dowód drugiej części równości:
{\displaystyle {\sqrt {(1+\alpha )(1+\beta )(1+\gamma )(1+\delta )(1+\varepsilon )}}}
{\displaystyle {}={\sqrt {\!^{^{^{\!}}}\alpha \beta \cdot \beta \gamma \cdot \gamma \delta \cdot \delta \varepsilon \cdot \varepsilon \alpha }}}
{\displaystyle {}={\sqrt {\alpha ^{2}\beta ^{2}\gamma ^{2}\delta ^{2}\varepsilon ^{2}}}}
{\displaystyle {}=\alpha \beta \gamma \delta \varepsilon \quad {}} c.b.d.u.
Również od Gaussa pochodzi wzór
|  |  | {\displaystyle (1+i{\sqrt {\!^{^{\!}}\alpha }})(1+i{\sqrt {\beta }})(1+i{\sqrt {\!^{^{\!}}\gamma }})(1+i{\sqrt {\delta }})(1+i{\sqrt {\!^{^{\!}}\varepsilon }})=\alpha \beta \gamma \delta \varepsilon e^{iS_{PQRST}},} |

gdzie {\displaystyle S_{PQRST}=2\pi -(|{\overset {\frown }{PQ}}|+|{\overset {\frown }{QR}}|+|{\overset {\frown }{RS}}|+|{\overset {\frown }{ST}}|+|{\overset {\frown }{TP}}|)} to pole powierzchni pięciokąta {\displaystyle PQRST.}

## Rzut gnomoniczny
Obrazem pięciokąta sferycznego {\displaystyle PQRST} w rzucie gnomonicznym (rzucie o środku w środku sfery) na dowolną płaszczyznę styczną do sfery jest pięciokąt prostoliniowy. Jak wiadomo, przez jego pięć wierzchołków {\displaystyle P'Q'R'S'T'} przechodzi dokładnie jedna krzywa stożkowa; w tym wypadku jest to elipsa. Gauss wykazał, że wysokości pięciokąta {\displaystyle P'Q'R'S'T'} (proste przechodzące przez wierzchołki i prostopadłe do przeciwległych boków) przecinają się w jednym punkcie {\displaystyle O',} który jest obrazem punktu styczności płaszczyzny rzutu i sfery.
Arthur Cayley zauważył, że jeśli obrać środek układu współrzędnych kartezjańskich w punkcie {\displaystyle O',} to między współrzędnymi wierzchołków {\displaystyle P'Q'R'S'T'{:}} {\displaystyle (x_{1},y_{1}),\dots ,(x_{5},y_{5})} zachodzi związek {\displaystyle x_{1}x_{4}+y_{1}y_{4}} {\displaystyle {}=x_{2}x_{5}+y_{2}y_{5}} {\displaystyle {}=x_{3}x_{1}+y_{3}y_{1}} {\displaystyle {}=x_{4}x_{2}+y_{4}y_{2}} {\displaystyle {}=x_{5}x_{3}+y_{5}y_{3}=-\varrho ^{2},} gdzie {\displaystyle \varrho } to długość promienia sfery.